# Vladimir Machnutin
Vladimir Vladimirovič Machnutin (in russo Владимир Владимирович Махнутин?; traslitterazione anglosassone Vladimir Vladimirovich Makhnutin; Čusovoj, 28 ottobre 1987) è uno slittinista russo.

## Biografia
Ha iniziato a gareggiare per la nazionale russa nelle varie categorie giovanili nella specialità doppio in coppia con Vladislav Južakov, con il quale ha condiviso tutti i suoi più importanti risultati anche nella categoria superiore, ottenendo una medaglia di bronzo ai mondiali juniores di Altenberg 2006.
A livello assoluto ha esordito in Coppa del Mondo nella stagione 2006/07, ha conquistato il primo podio il 16 gennaio 2011 nella gara a squadre ad Oberhof (2°) e la prima vittoria il 20 febbraio 2011 sempre nella competizione a squadre a Sigulda. In classifica generale come miglior risultato si è piazzato al sesto posto nella specialità del doppio nel 2011/12.
Ha preso parte a due edizioni dei Giochi olimpici invernali, esclusivamente nel doppio: a Vancouver 2010 è giunto in decima posizione ed a Soči 2014 ha concluso al nono posto.
Ha preso parte altresì a sei edizioni dei campionati mondiali, aggiudicandosi una medaglia d'argento nella prova a squadre ad Altenberg 2012, mentre nella specialità biposto il suo miglior risultato è il quarto posto ottenuto a Cesana Torinese 2011. Nelle rassegne continentali ha conquistato due medaglie d'oro, a Paramonovo 2012 ed a Sigulda 2014, ed una di bronzo nelle gare a squadre nonché una d'argento vinta nel doppio ancora a Sigulda 2014.

## Palmarès

### Mondiali
- 1 medaglia:
  - 1 argento (gara a squadre ad Altenberg 2012).

### Europei
- 4 medaglie:
  - 2 ori (gara a squadre a Paramonovo 2012; gara a squadre a Sigulda 2014);
  - 1 argento (doppio a Sigulda 2014);
  - 1 bronzo (gara a squadre ad Oberhof 2013).

### Mondiali juniores
- 1 medaglia:
  - 1 bronzo (gara a squadre ad Altenberg 2006).

### Coppa del Mondo
- Miglior piazzamento in classifica generale nel doppio: 6° nel 2011/12.
- 13 podi (3 nel doppio, 10 nelle gare a squadre):
  - 2 vittorie (tutte nelle gare a squadre);
  - 5 secondi posti (2 nel doppio, 3 nelle gare a squadre);
  - 6 terzi posti (1 nel doppio, 5 nelle gare a squadre).

#### Coppa del Mondo - vittorie
| Data             | Luogo     | Paese    | Disciplina                                                                |
| ---------------- | --------- | -------- | ------------------------------------------------------------------------- |
| 20 febbraio 2011 | Sigulda   | Lettonia | Gara a squadre con Tat'jana Ivanova, Al'bert Demčenko e Vladislav Južakov |
| 19 gennaio 2014  | Altenberg | Germania | Gara a squadre con Tat'jana Ivanova, Al'bert Demčenko e Vladislav Južakov |